# Zénobia palmürai királynő
Zénobia (ógörögül: Ζηνοβία), (240 körül – 275 körül) Odaenathus palmürai király második felesége, Palmüra királynője 267-től 272-ig.

## Élete
Az Újperzsa Birodalom előretörését felismerve Gallienus római császár Odaenathust 262-ben az egész Kelet kormányzójává (corrector) nevezte ki és a dux Orientis címmel ruházta fel a város királyát, Odenathus – Aegyptus, Syria, Arabia Petraea és az anatóliai provinciák erőforrásai felett rendelkezve – gyors hadjáratban a fővárosig, Ktésziphónig űzte a perzsákat. Amikor azonban túlzott hatalma veszélyessé vált, meggyilkolták 267-ben. Ekkor özvegye – aki egyes feltételezések szerint szintén részt vállalt ebből – magához ragadta a hatalmat Palmüra felett. Mivel fia Vaballathus nagyon fiatal fiú volt, nevében ténylegesen ő uralkodott. Önállósította magát, gyermekét (gyermekeit?) imperatori címmel ruházta fel, és meghódította a római Közel-Kelet nagy részét, Egyiptom egy részét is beleértve. Északon a Boszporuszig jutottak a palmürai hadak. 

A Palmürai Királyság 271-ben

Trebellius Pollio szerint Zénobia „azzal dicsekedett, hogy a Kleopátrák és a Ptolemaioszok nemzetségének sarja”, ami viszont a történelem szerint fikció. Hatalmát öt évig tudta megtartani, ez kiterjedt Gallienus (ur. 260–268) és Claudius Gothicus (ur. 268–270) császárok uralkodásának idejére is és csak Aurelianus (ur. 270–275) tudta nagy nehezen legyőzni 272-ben Antiochiánál. Zénobia a vereséget követően elindult a korábban meghódított perzsákhoz segítséget kérni, de az Eufrátesznél utolérték a római lovasok. A győzelem tiszteletére megrendezett diadalmenetben Zenobiát is felvezették, melyet többen is helytelenítettek Rómában, mondván „…mintha az valami legyőzött hadvezér lenne.”
Zénobia tehát fogolyként vonult Aurelianus diadalmenetében. T. Pollio ezeket a színpompás részleteket jegyezte föl erről az eseményről: „…olyan pompába öltöztették, amilyet Róma lakossága még sohasem látott. Olyan drágaköveket aggattak rá, hogy ez az erős és bátor asszony a menetben gyakran megállt, és panaszkodott, hogy nem bírja vinni a ránehezedő ékkövek súlyát.”
Trebellius Pollio szerint (in: Scriptores historiae Augustae) „Arcbőre sötét volt, fekete szemében nagy akaraterő villogott, szelleme csodálatos, szépsége leírhatatlan volt. Fogai annyira fehéren csillogtak, hogy sokan úgy gondolták, nem is fogak, hanem gyöngyök. Hangja tisztán csengett és férfiasan.” Érdekes, hogy ugyanakkor meglehetősen férfias erényekkel is rendelkezett. „Férfiaknak való kocsit használt………gyakrabban szállt lóra. Gyakran ivott együtt a vezéreivel, ……..hogy ivásban legyőzze őket.” Erkölcsei is különlegesek voltak. Trebellius Pollio szerint „…olyannyira tartózkodó volt a szerelemben, hogy férjével csak akkor hált, amikor gyermeket akart.” Életét Aurelianus azonban nem vette el, „…matrónák módjára élt gyermekeivel egy birtokon…” 